# Estadio Waikato
El Waikato Stadium es un estadio ubicado en la ciudad de Hamilton, Nueva Zelanda y el equipo que juega de local son los Waikato Chiefs del Super Rugby.
En 1996, se constituyó un fondo de inversiones y se encargó el diseño para el nuevo Waikato Stadium. Desde su inauguración en 2002, se disputa un calendario anual de encuentros de Rugby internacionales. Es así como el recinto ha obtenido su reputación como estadio de nivel mundial, a menudo nombrado por la Unión de Rugby de Nueva Zelanda como “Recinto del año” para la disputa de partidos internacionales.

## Historia
El predio del Estadio Waikato ha sido la sede del Rugby en Waikato desde la inauguración allí del campo Rugby Park, en 1925.
En 1956, Waikato derrotó por 14 tantos a 10 a los Springboks, frente a una eufórica audiencia de 31.000 espectadores. Esta victoria sigue siendo uno de los eventos más memorables que hayan tenido lugar en el campo, dado que Waikato fue el primer equipo provincial en vencer a los visitantes de Sudáfrica.
El enfrentamiento entre Fiyi y Argentina durante la Copa Mundial de Rugby de 1987 fue el último encuentro internacional que tuvo lugar en Rugby Park.
Finalmente en 1996, a nueve años de haberse disputado allí el último encuentro internacional, era evidente el estado de decaimiento en el que se encontraba Rugby Park. Así fue como se constituyó un fondo de inversiones y se encargó el diseño para el nuevo Estadio Waikato.

## Comodidades
Waikato Stadium es una instalación de usos múltiples, aunque se utiliza principalmente para el rugby . En muchos campos de deporte en Nueva Zelanda son de usos múltiples (es decir, servir al rugby y al críquet ). El estadio Waikato es a menudo considerado como uno de los mejores Recintos para los eventos deportivos basados en el fútbol de Nueva Zelanda. Es la casa del Waikato Chiefs, considerado uno de los mejores equipo de la competencia de Nueva Zelanda y, en ocasiones, ha sido sede de encuentros internacionales para los All Blacks. También ha sido Casa del WaiBOP United del ASB Premiership,  (NZFC) y se ha utilizado para la Copa Mundial Femenina de Fútbol Sub-17 de 2008. Ha sido sede de partidos con poca frecuencia para el New Zealand Warriors, equipo de la Liga Nacional de Rugby (NRL). El recinto también es apto para funciones privadas y eventos en sus diferentes instalaciones .

## Eventos Importantes
El estadio fue sede de uno de los partidos durante el año 1981 en la gira de los Springboks. Sin embargo, el partido contra el Waikato hizo salir en frente de una casa llena en el parque de Rugby. Una invasión hacia el campo por cientos de manifestantes anti-turísticos y los rumores de que una avioneta había sido robada y todo esto fue demasiado para las autoridades. 
Desde 2002, Waikato Stadium ha sido anfitrión de una variedad de eventos que van desde eventos deportivos hasta los eventos culturales. Esto incluye: Campeonatos de rugby de hombres y mujeres, NPC rugby, Kingz y Wellington Phoenix, Impact World Tour, Súper 12 rugby, Summer Jam, Volcanic Paintball, Crusty Demons, Super 14 de rugby, New Zealand Warriors de la NRL, Waikato FC NZFC partidos, Kiwi Tazón Gridiron y partidos de fútbol internacionales.
Fue uno de los cuatro estadios que acogió  la Copa Mundial Femenina de Fútbol Sub-17 de 2008, recibiendo seis partidos en la fase de grupos y dos partidos en los cuartos de final. Waikato Stadium también fue sede de tres partidos del grupo para la Rugby World Cup 2011 - Gales vs Samoa, Gales vs Fiyi y Nueva Zelanda vs Japón. 
El 4 de agosto de 2012, el estadio fue sede de la final del Super Rugby entre los Chiefs y los Sharks.